# Dragpa Lodrö
Dragpa Lodrö  (1563-1617) was van 1589 tot 1617 de vijfentwintigste sakya trizin, de hoogste geestelijk leider van de sakyatraditie in het Tibetaans boeddhisme.